# Анджей Бартков'як
Анджей Бартков'як (пол. Andrzej Bartkowiak, нар. 6 березня 1950 року, м. Лодзь, Польща) — американський кінооператор і кінорежисер польського походження.

## Із життєпису
У 1970—72 роках навчався у Лодзькій кіношколі на операторському факультеті. У 1972 році емігрував до США, де почав працювати на створенні рекламних роликів. У 1980-х роках розпочав кар'єру в Голлівуді. Дебютував як режисер у 2000 році.